# 勒·俱乐部
勒·俱乐部（Le Club）是一家会员制餐厅和夜店，位于曼哈顿东55街416号。法国侨民奥利维耶·科克兰于1960年创立了该俱乐部。
该地是纽约精英的游乐场，包括范德比尔特家族和肯尼迪家族。 20世纪70年代，此时年轻的唐纳德·特朗普经常出入该俱乐部，尤其与罗伊·科恩交往甚密。